# شاخی‌واران
شاخی‌واران (نام علمی: Cerithioidea) نام یک بالاخانواده از راسته درآشامان است.